# Горбатий Іван Романович
Горбатий Іван Романович (18 липня 1934, с. Заруддя, нині Збаразького району Тернопільської області — 2 липня 1990, м. Тернопіль) — український поет, журналіст, літературний критик. Член Національної спілки письменників України (1999, посмертно).

## Життєпис
Іван Горбатий народився 18 липня 1934 р. в селі Заруддя на Збаражчині. Навчався в місцевій семирічній школі, згодом у Колодненській середній школі, яку закінчив 1953 р. Цьому ж року вступив до філологічного факультету Київського державного університету ім. Т. Шевченка. Через матеріальну скруту, перевівся зі стаціонарного на заочне навчання.
З 1954 р. по 1957 р. проходив дійсну військову службу на Кавказі. Після звільнення в запас завідував читальнею, клубом у рідному селі Заруддя.
Рано почав друкуватися в журналах: «Вітчизна», «Дніпро», «Жовтень», «Прапор», «Україна», «Ранок».
У 1959 р. переїхав із сім'єю до Тернополя Роботу журналіста поєднував із навчанням в університеті, яке завершив у 1967. Того ж року мала вийти перша збірка поезій «Мередіан долі», проте через позитивні рецензії Горбатого на «Собор» Олеся Гончара збірка так і не вийшла.
30 червня 1990 р. стався нещасний випадок — невправний велосипедист збив поета з ніг, а 2 липня І. Горбатий помер.

## Літературна діяльність
26 січня 1951 року у «Вільному житті» опублікований перший вірш поета — «На занятті агрогуртка».
Разом з В. Маняком, Б. Мельничуком, В Тимченком І. Горбатий — автор розділу про Тернопільську область у книзі-меморіалі «Вінок безсмертя» (К.: Політвидав України, 1987).
У співавторстві з Богданом Мельничуком у книзі «Дзвони пам'яті» опублікував (1990) уривки з документальної повісті «Лелеки над колисками» про трагедію під час Другої світової війни у с. Молотків Лановецького району.
Працював у газеті «Вільне життя» літературним редактором. Не зважаючи на важку хворобу серця, погодився стати відповідальним секретарем першої в Україні обласної організації Товариства української мови ім. Т. Шевченка, підтримував Народний Рух України, «Меморіал».
Горбатий Іван Романович — автор численних публікацій у періодиці України, поезій у колишніх збірках «Ніжний кремінь» (1989) і «Допоки я живу» (1994). 1988 вийшла його збірка віршів «На вістрі сльози».

## Пам'ять
У 1994 р. в Києві у видавництві «Український письменник» вийшла спільна посмертна збірка І. Горбатого і Василя Ярмуша «Допоки я живу».
Перше окреме видання поезій Івана Горбатого «На вістрі сльози» побачило світ у 1998 р.
Обласна організація Національної Спілки письменників України одноголосно І. Горбатого прийняла в свої члени (посмертно).
У рідному селі поета, Зарудді, на приміщені школи 10 листопада 1995 р. відкрито меморіальну дошку-барельєф.